# 神通 (軽巡洋艦)
神通（じんつう）は、大日本帝国海軍（日本海軍）の軽巡洋艦（二等巡洋艦）。
5500トン型軽巡洋艦・川内型軽巡洋艦の2番艦。その艦名は、岐阜県と富山県を流れる神通川に因んで命名された。

## 艦歴

### 建造経緯
大正時代の日本海軍は、7000トン以上の巡洋艦を「一等巡洋艦」、7000トン未満の巡洋艦を「二等巡洋艦」と類別していた（大日本帝国海軍艦艇類別変遷）。
1921年（大正10年）3月19日、建造予定の軽巡洋艦（二等巡洋艦）4隻に、それぞれ加古・那珂・川内・神通の艦名が与えられる。6月9日、4隻（加古、那珂、川内、神通）は二等巡洋艦として艦艇類別等級別表に登録された。1922年（大正11年）3月17日、軽巡加古（佐世保海軍工廠）の建造は中止された。
神通は、1922年（大正11年）8月4日に神戸川崎造船所で起工。同年10月9日、加古の艦名を一等巡洋艦に流用することが決まり、加古は一等巡洋艦類別と共に二等巡洋艦から抹消された。2隻（神通、加古）は共に神戸造船所で建造されることになった。
1923年（大正12年）11月下旬に進水台の付近で汽船が沈没し、神通の進水は延期された。翌月12月8日、神通は進水した。
艦内神社は、神通川が流れる富山県の射水神社。
1925年（大正14年）7月31日、「神通」は竣工、就役した。呉鎮守府籍。8月15日、第一艦隊第三戦隊に編入。12月1日、第二艦隊第五戦隊に編入。

### 美保関事件
1927年（昭和2年）8月24日、島根県美保関沖で行われた第八回基本演習（夜間無灯火演習）において、第五戦隊（司令官清河純一中将：第1小隊《加古、古鷹》、第2小隊《神通、那珂》）および第二水雷戦隊（旗艦夕張、第22駆逐隊、第二十六駆逐隊、第二十七駆逐隊、第二十九駆逐隊、第三十駆逐隊《駆逐艦20隻》）は乙軍を編制し、夜間雷撃訓練を実施する。この時、本来第一水雷戦隊（龍田）に所属する第二十六駆逐隊・第二十七駆逐隊（駆逐艦8隻）は第二水雷戦隊に臨時編入され、乙軍として行動することになった。那珂には観戦武官として伏見宮博義王が乗艦している。
対する甲軍は加藤寛治連合艦隊司令長官率いる第一艦隊の戦艦（長門、陸奥、伊勢、日向）、第二艦隊（司令長官吉川安平中将：戦艦《金剛、比叡）等と軽巡4隻（鬼怒、阿武隈、龍田、由良）で編制されていた。
午後11時過ぎ、第五戦隊第2小隊（神通、那珂）は戦艦部隊を仮想敵（甲軍）にみたてて接近中、戦艦伊勢・日向・第六戦隊（由良、龍田）等から照射を受けた。特に龍田の探照燈に捉えられた神通は攻撃の機会を失ったと判定され、那珂と共に右へ旋回する。その結果、第五戦隊第2小隊（神通、那珂）は後続していた第1小隊（加古、古鷹）および第二十六駆逐隊、第二十七駆逐隊（司令倉田弘保中佐：菱、蕨、葦、菫）の一群に突っ込んだ。神通と第二十七駆逐隊2番艦蕨が衝突、ボイラーを粉砕された同艦は爆発を起こし真っ二つに分断されて沈没した。
それを避けようとして左に転舵した那珂は第二十七駆逐隊3番艦葦と衝突、那珂は艦首を、葦は艦尾を大破した。現場に居合わせた各艦（加古、古鷹、伊勢、鬼怒、阿武隈、由良、龍田）等は協力して沈没艦と損傷艦の救援に従事した。陸奥艦載機や能登呂・鳳翔艦載機も捜索に従事した。蕨は92名、葦は27名の殉職者を出した。
その後、自力航行可能だった那珂は2隻（戦艦《比叡》、重巡《古鷹》）に護衛されて舞鶴へと向かった。神通は戦艦金剛に曳航され、加古の護衛下で同港へ向かった。葦は阿武隈に曳航され同港へ向かった。当時の舞鶴工作部は吹雪型駆逐艦複数隻（第35号駆逐艦《吹雪》、第37号駆逐艦《初雪》）の建造に追われており、その中で最初に那珂を修理した。次に神通を修理することになったが、その際に姉妹艦の那珂に準じた改正が施された。スプーンバウから凌波性に優れたダブルカーブドバウへの変更であり、神通（及び那珂）の外見上の特徴となっている。艦首改正に関して神通は応急修理を施したうえで呉に回航され、翌年3月まで修理に従事した。
12月26日、事故当時の神通艦長水城圭次大佐は軍法会議の判決が下される前日に自宅で自決した。これを美保関事件と称する。
1928年3月1日、第一艦隊第三戦隊に編入。12月1日、第一艦隊第一水雷戦隊に編入。1929年11月30日、予備艦となった。1930年12月1日、第一艦隊第三戦隊に編入。
1931年（昭和6年）11月から滑走台上への呉式二号二型射出機の装備工事が行われたものと思われる。
1931年12月1日、第二艦隊第二水雷戦隊に編入。
1933年（昭和8年）6月5日、神通副長は辻栄作中佐から大西新蔵中佐に交代（当時、第二水雷戦隊司令官井上継松少将）。8月25日の横浜沖観艦式に参加後、翌日に横須賀入港。9月11日、神通は樺型駆逐艦松（廃駆逐艦）を曳航して館山湾外に出動し、第七駆逐隊による砲撃演習を実施、松は沈没した。ところが神通艦内で赤痢が蔓延、9月15日には第二水雷戦隊司令部が駆逐艦に移乗する。他艦との交通禁止、当時乗組員約500名中、入院患者262名という事態になった。10月4日、第二水雷戦隊司令部は神通に移乗。10月10日、横須賀を出発して呉に向かった。11月15日、予備艦となった。1933年11月から1934年7月にかけて滑走台の撤去や後部への呉式二号三型射出機の装備などの工事が行われた。
1934年11月15日、第二艦隊第二水雷戦隊に編入。1935年11月15日、第一艦隊第八戦隊に編入。1936年12月1日、第二艦隊第二水雷戦隊に編入。1938年12月15日、予備艦となった。1939年11月15日、第二艦隊第二水雷戦隊に編入。
1941年（昭和16年）には後部魚雷発射管を四連装2基に換装する工事を行い、九三式魚雷の発射能力を得た。前部発射管は撤去され、廃止されたウェルデッキは兵員室に充てられている。神通のこの魚雷発射管換装工事を否定する説もあるが、神通を旗艦とする水雷戦隊への兵装補給記録において九三式魚雷のみが補給されていることから、換装工事が行われていることが確認できる。

### 太平洋戦争
1941年（昭和16年）12月8日の太平洋戦争開戦時、「神通」には第二水雷戦隊司令官田中頼三少将が座乗。第二水雷戦隊（第十六駆逐隊、第十八駆逐隊を除く）は白鷹などと共に比島部隊の第五急襲隊を編成。第五急襲隊は11月26日に寺島水道を出発し、12月2日にパラオに到着。計画変更に伴い第五急襲隊の編制はとかれ、第二水雷戦隊（神通、第十五駆逐隊、第十六駆逐隊第二小隊）は第五戦隊の重巡洋艦3隻、第四航空戦隊の空母龍驤、駆逐艦1隻および第十一航空戦隊の水上機母艦2隻と共に比島部隊の南比支援隊（指揮官は第五戦隊司令官高木武雄少将）となり、フィリピンの戦いに参加した。南比支援隊の第二水雷戦隊や龍驤などは12月6日にパラオより出撃し、12月8日に「龍驤」搭載機がダバオを空襲した際に神通と第十六駆逐隊第二小隊は飛行機帰投線形成して練度不十分な搭乗員を支援した。第二水雷戦隊は12月9日にレガスピー攻略船団と合流。12月11日に神通と第十五駆逐隊第二小隊はスリガオ海峡へ向かい、敷設艦八重山による機雷敷設を支援した。神通と第十五駆逐隊は12月14日にパラオに帰投した。
次は神通などは第五急襲隊（指揮官は第二水雷戦隊司令官）を編成し、ダバオ、ホロ攻略に参加。ダバオ攻略部隊は12月16日にパラオから出撃し、神通も出撃した。上陸は12月20日に行われた。第五急襲隊は監禁されていた日本人の救出を行い、神通陸戦隊は他艦の部隊と共に435名を救出した。ホロ攻略部隊は12月22日からダバオより出撃し、神通も12月23日に出撃した。ホロの攻略は12月25日に行われた。12月27日、神通は第十五駆逐隊とともにホロを離れ、ダバオへ向かった。
続いて蘭印作戦が開始される。蘭印攻略部隊はダバオに集結し、神通は12月29日に到着した。神通は第十五駆逐隊、第十六駆逐隊などとともに東方攻略部隊の第二護衛隊（指揮官は第二水雷戦隊司令官）を編成し、最初はメナドの攻略に参加した。1942年1月9日に攻略部隊はマグナガ湾から出撃。1月11日にメナド、ケマへの上陸が行われた。同日、神通はメナド沖で爆撃を受けたが被害はなかった。次のアンボン攻略作戦準備のため神通は1月15日にメナドを離れ、ダバオへ向かった。
1月26日、神通と駆逐艦朝潮はバンカ泊地に向け出撃した。アンボン攻略船団は二つあり、第一梯団は1月27日にダバオから出撃。第二梯団は1月29日にバンカ泊地から出撃し、同日神通もこれに合流。神通と第十六駆逐隊第一小隊は1月30日に船団からはなれ、以後ブル島の西で行動した。上陸は1月31日に行われた。2月10日、神通はアンボン港に到着した。
2月17日、第二護衛隊はクーパン攻略船団を護衛してアンボンから出撃した。このとき第二護衛隊は神通、第十六駆逐隊、第十五駆逐隊（駆逐艦1隻を除く）、第七駆逐隊第一小隊、水上機母艦瑞穂などからなっていたが、瑞穂は別行動であった。また、第七駆逐隊はデリー攻略船団を護衛した。クーパン上陸は2月20日に行われた。神通は第十六駆逐隊と共に2月24日にマカッサルへ向け出発。同日、第二護衛隊は解散された。
1942年2月27日、神通以下第二水雷戦隊はスラバヤ沖海戦に参加、酸素魚雷の早爆や遠距離発射命中率の低さという問題も露見したが連合軍艦隊相手に勝利をおさめた。
4月18日、日本はアメリカ軍機動部隊（空母ホーネット、エンタープライズ）及び艦載機（陸軍航空隊B-25）によるドーリットル空襲を受けた。この時、第二水雷戦隊指揮下駆逐隊は南雲機動部隊や南方部隊に組み込まれて各方面で活動しており、神通は単艦で呉に停泊し整備待機を続けていた。神通は4月19日午前中に桂島泊地を出撃、20日には前進部隊本隊（指揮官近藤信竹中将：旗艦愛宕）に編入された。さらに三宅島及び八丈島東方海域に進出しアメリカ軍機動部隊を捜索したが会敵せず、22日夕刻呉に戻った。
6月上旬のミッドウェー作戦における第二水雷戦隊は、一木清直大佐率いる陸軍一木支隊及び大田実海軍少将率いる海軍陸戦隊を載せた輸送船団の護衛を担当した。6月13日、二水戦（神通、初風、雪風、天津風、時津風）はトラックを発ち、21日横須賀へ帰投した。

#### ガダルカナル島の戦い
1942年（昭和17年）8月7日、アメリカ軍はウォッチタワー作戦を発動しガダルカナル島とフロリダ諸島に上陸を開始、ガダルカナル島の戦いが始まった。第二水雷戦隊旗艦神通は第十五駆逐隊・第二十四駆逐隊計7隻の駆逐艦を率いており、横須賀で整備改修工事を受けていた。8月5日には木更津沖にて天津風・初風・江風・涼風等と停泊していたが、アメリカ軍襲来の急報により木更津から横須賀へ戻った。
その後出撃準備を行い8月11日に横須賀を出港、15日にトラック泊地着。神通は外南洋部隊増援部隊旗艦となり、陸軍一木部隊と横須賀鎮守府第五特別陸戦隊（海軍陸戦隊）をガダルカナル島へ輸送する任務をまかされた。だが第十五駆逐隊3隻（親潮、黒潮、早潮）は前進部隊本隊（指揮官近藤信竹中将：旗艦愛宕）に編入され、神通とは別行動をとった。
8月16日、同月13日より外南洋増援部隊指揮官（二水戦司令官田中頼三少将）指揮下にあった陽炎型駆逐艦6隻（第四駆逐隊《嵐、萩風》、第十五駆逐隊《陽炎》、第十七駆逐隊《谷風、浦風、浜風》）は第四駆逐隊司令有賀幸作大佐の指揮下でトラック泊地を出動。
8月18日深夜、陸兵900名の揚陸に成功し、第十七駆逐隊はラビの戦いに参加するためラバウルに向かった。この後、陽炎型3隻（嵐、萩風、陽炎）はアメリカ軍水雷艇部隊を撃退したのち、空襲により萩風が被弾し、嵐に護衛されてトラック泊地へ避退した。陽炎は単艦でガダルカナル島海域の警戒を行う。2日後、江風と任務を交代。江風は22日にアメリカ軍駆逐艦2隻と交戦し駆逐艦1隻（ブルー）を撃沈した。

##### 第二次ソロモン海戦
駆逐艦隊がガダルカナル島海域で行動する中、増援部隊旗艦神通以下護衛部隊（神通、哨戒艇1号、哨戒艇2号、哨戒艇34号、哨戒艇35号、第二十四駆逐隊）及び輸送船団（ぼすとん丸、大福丸、金龍丸）は8月16-17日トラック泊地を出港、海上で合同しガ島へ向かう。しかし米軍機動部隊の出現、ガダルカナル島米軍ヘンダーソン飛行場の存在により日本側制空権掌握の見通しが立たないことから、輸送船団はガダルカナル島北方海域で北上と南下を繰返していた。
8月21日、燃料不足に陥った哨戒艇4隻を分離。8月24日夜の一木師団揚陸は見送られ、25日夜に延期される。
このような状況下、8月24日朝より輸送船団はアメリカ軍飛行艇の接触を受けることになる。正午すぎに第六戦隊（司令官五藤存知少将）の重巡2隻（青葉、古鷹）と遭遇。「敵味方飛行機約20機交戦中」「船団ハ一時西方ニ避退スルヲ可ト認ム」という信号を受信した。また重巡衣笠と駆逐艦夕凪も輸送船団南西80浬に位置していた。神通からは東方海面に空母らしきものが炎上している光景が見られた。これは第三艦隊主力より分離して行動中、米空母サラトガ艦載機の攻撃で沈没しつつある空母龍驤と護衛部隊（利根、天津風、時津風）であった。
これらの状況から田中司令官は反転避退を決定した。南雲機動部隊（翔鶴、瑞鶴）より「敵エセックス型空母1隻戦艦1隻大火災、空母1隻火災」（実際は空母エンタープライズ中破のみ）という戦果報告が入る。輸送船団は下令により再び南下してガダルカナル島へ向かうが、同島ヘンダーソン飛行場の勢力が健在である限り、低速の輸送船団の運命は明らかであった。
田中司令官は神通より宇垣纏連合艦隊参謀長を含む各上級部隊司令部に「低速輸送船ヲ以テスル増援ハ成功ノ算尠キモノト認ム」と意見具申を行った。翌8月25日には第八艦隊司令部も田中司令官の判断を追認し、各方面に輸送船団の上空掩護を要請している。
8月24日深夜、第三十駆逐隊（司令安武史郎大佐：睦月、弥生）及び駆逐艦3隻（江風、陽炎、磯風）はガダルカナル島ルンガ泊地に突入、ヘンダーソン飛行場を砲撃した。この安武司令指揮下の夜襲部隊は夜間のうちに北上し、5時40分を以て神通以下輸送部隊と合流する。
命令伝達後、2隻（神通、陽炎）を率いて船団から離れようとしていた。空襲直前、哨戒艇1号・2号・34号・35号は神通左前方7kmにあって輸送船ぼすとん丸→大福丸→金龍丸の輸送船3隻単縦陣を護衛し、神通右前方(左前方)3kmに海風(凉風)が航行しており、神通左舷と凉風右舷の間を、駆逐艦5隻（睦月、江風、磯風、陽炎、弥生）の単縦陣が追い抜くように通過していた。最も神通に接近していたのは磯風（第十七駆逐隊）で、神通左舷600mであった。
この状態で航行中の6時4-5分、ガ島ヘンダーソン飛行場を発進したアメリカ軍急降下爆撃機SBDドーントレス8機が雲間より出現、来襲機を味方機と誤認していた神通は奇襲を受けた。神通の第1主砲・第2主砲の間に爆弾が命中、第一兵員室で炸裂し火災が発生、前部弾薬庫に注水する。
さらに船団への空襲は続いた。輸送船金龍丸は被弾して大爆発を起こし、乗組員と便乗者を弥生と哨戒艇に移したのち睦月によって雷撃処分された。その睦月も、B-17爆撃機3機の空襲で被弾し9時40分に沈没した。通信機能の一部を喪失した神通は駆逐艦2隻（陽炎、凉風）に護衛され、輸送船団から離れるように16ノットでアメリカ軍機行動圏外に避退を開始する。火災も鎮火したため田中司令官は陽炎に移乗、2隻（神通、涼風）のみトラック泊地に向かわせた。
また沈没艦2隻（睦月、金龍丸）の生存者を救助した3隻（弥生、哨戒艇1号、2号）も船団を離脱してラバウルに向かった。26日、第二水雷戦隊旗艦となった陽炎は燃料不足の海風と共に先行してショートランド泊地へ向かい、残された磯風が船団の指揮を執って同泊地へ向かった。
8月28日午前8時、神通はトラック泊地に到着し応急修理を開始した。一方、ショートランド泊地にて田中頼三少将は二水戦旗艦を陽炎から重巡衣笠に変更した。8月31日午前8時、第三水雷戦隊（司令官橋本信太郎少将：旗艦川内、第十九駆逐隊《浦波、敷波》、第十七駆逐隊《浦風、谷風》）がショートランド泊地に到着。これをもって田中司令官は増援部隊の任務を解かれ、橋本司令官がその任を引き継いだ。同日、田中司令官は衣笠より駆逐艦夕霧（第二十駆逐隊）に移乗し、ショートランドよりトラック泊地へ向かった。
9月2日午後、夕霧のトラック泊地到着後、田中司令官は神通に二水戦旗艦を戻した。9日、二水戦旗艦は神通から陽炎型駆逐艦5番艦早潮（第十五駆逐隊）に変更された。引き続きトラック泊地で待機する神通に対し、9月25日附で長良型軽巡洋艦2番艦五十鈴が第二水雷戦隊に編入され、神通は呉鎮守府部隊に所属変更となった。翌日、二水戦旗艦は五十鈴に変更された。10月8日、神通は日本本土に戻る。呉鎮守府（司令長官豊田副武大将）の指揮下にあって、サボ島沖海戦で大破した重巡青葉などと共に修理整備作業に従事した。
12月29日、田中頼三少将は第二水雷戦隊司令官を更迭され、後任として小柳冨次少将が着任、駆逐艦長波に将旗を掲げた。結局、第二次ソロモン海戦による損傷以降、神通が参加した海戦は神通が沈没するコロンバンガラ島沖海戦のみだった。

#### 昭和18年の戦い
1943年（昭和18年）1月16日、五十鈴は第二水雷戦隊から第十六戦隊に編入された。同日附で神通は呉鎮守府部隊から第二水雷戦隊に編入された。
この間、二水戦旗艦は五十鈴（ヘンダーソン基地艦砲射撃時）、駆逐艦早潮（1942年11月12日第三次ソロモン海戦時）、長波（同年11月30日ルンガ沖夜戦時旗艦）、照月（ドラム缶輸送中同年12月12日沈没）、黒潮（第六次ガ島輸送作戦時一時将旗掲揚）などが歴任していた。
1月18日、神通は呉を出撃。大和型戦艦2番艦武蔵、第二水雷戦隊神通、第一航空戦隊（瑞鶴、瑞鳳）、駆逐艦5隻（第十駆逐隊《夕雲、秋雲、巻雲、風雲》、第十六駆逐隊《雪風》）という編制だった。1月23日、トラック泊地に到着。同日、小柳司令官（旗艦長波）は退隊し、一時神通艦長の藤田俊造大佐が二水戦司令官職務を代理した。30日、伊崎俊二少将が第二水雷戦隊司令官として着任、旗艦を神通に指定している。
1月31日、ガダルカナル島からの撤退作戦ケ号作戦支援のため、神通は前進部隊警戒隊（阿賀野、長良、朝雲、五月雨、陽炎、大波、時雨、敷波、涼風、初雪、嵐）を率いて出撃、前進部隊本隊（旗艦：愛宕、高雄、妙高、羽黒、金剛、榛名）・航空部隊（隼鷹、瑞鳳等）と合流し外洋に出た。神通・朝雲・五月雨・陽炎・大波・時雨・敷波が本隊護衛、涼風が補給部隊、阿賀野以下が航空部隊の護衛という区分だった。ただしガダルカナル島の北方約700海里グリニッチ島の東方海域に行動していたため、アメリカ軍と交戦することはなかった。
2月3日、駆逐艦「朝雲」、「五月雨」は外南洋部隊に編入されてショートランド泊地に向かった。2月9日、神通以下警戒部隊はトラック泊地帰投。それからの神通はコロンバンガラ島沖海戦に参加するまで、ルオット島輸送以外はトラック泊地で待機を続けた。
6月、空母「隼鷹」、「飛鷹」飛行機隊のマーシャルへの進出とその基地員物件の輸送が実施となり、「神通」と駆逐艦「江風」が「隼鷹」関係の輸送に従事することになった。2隻は6月14日にトラックを出発し、6月16日にルオットに到着して基地員物件を揚陸した。また、同方面の補給に難があることを考慮して、両艦の糧食も約2週間分だけ残し、他を揚陸した。6月16日、トラックに帰投。

##### ニュージョージア島の戦い
ガダルカナル島から日本軍を撤退させたアメリカ軍は小休止状態にあったが、連合国軍総司令官ダグラス・マッカーサー指揮の下、3月にカートホイール作戦を立案して作戦準備を行っていた。アメリカ軍の次の目標はニュージョージア島のムンダ飛行場であった。まず6月30日にレンドバ島を上陸占領、重砲陣地を築きムンダ一帯を射程に収めた。日本軍はコロンバンガラ島に戦力を集めて態勢を整え、しかる後レンドバ島のアメリカ軍に対し逆上陸を行うことを企図する。そのため駆逐艦による鼠輸送を実施するが、米艦隊に迎撃されて7月5-6日のクラ湾夜戦が生起。海戦には勝利したものの、新鋭秋月型駆逐艦5番艦新月及び睦月型駆逐艦8番艦長月が沈没、新月の沈没時に第三水雷戦隊司令官秋山輝男少将以下第三水雷戦隊司令部全滅という代償を支払った。
そこで重巡鳥海艦長有賀幸作大佐が暫定的に増援部隊の指揮をとった。同時に三水戦司令官後任として伊集院松治大佐（当時戦艦金剛艦長）が任命され、7月10日に着任すると旗艦を川内型1番艦川内に定めた。しかし準備が整うまでの間、連合艦隊司令長官古賀峯一大将は第二水雷戦隊（司令官伊崎俊二少将：旗艦神通・駆逐艦清波）、および第七戦隊（司令官西村祥治少将：熊野、鈴谷）を南東方面部隊に編入させ、コロンバンガラ島への輸送作戦従事を命じた。なお神通と共に出撃した駆逐艦複数隻（雪風、浜風、三日月）等は一時的に伊崎司令官の指揮下に入っただけで、第二水雷戦隊所属艦ではない。二水戦所属（神通麾下）の駆逐艦は清波のみであり、他の二水戦麾下艦は損傷して修理中か別方面の作戦に投入されていた。

##### コロンバンガラ島沖海戦

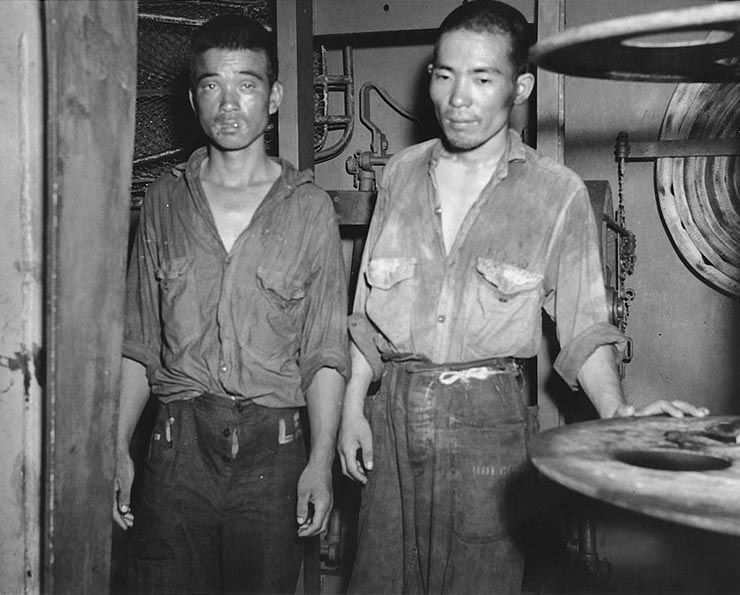
捕虜となった神通の乗員、ニコラス (USS Nicholas, DD-449) 艦内で

1943年（昭和18年）7月11日、ラバウルには川内・三日月・夕凪・鳥海・雪風・浜風・谷風・夕暮が所在し、戦力は整いつつあった。12日3時30分、神通以下コロンバンガラ島警戒隊（清波、雪風、浜風、夕暮、三日月）・輸送隊（皐月、水無月、夕凪、松風）はラバウルを出撃、ブカ島を経てクラ湾に接近する。13日、警戒隊旗艦の神通はコロンバンガラ島沖海戦に参加、警戒隊は三日月-神通-雪風-浜風-清波-夕暮という単縦陣であった。対するアメリカ艦隊はウォルデン・L・エインズワース少将を指揮官とする軽巡洋艦3隻（ホノルル、セントルイス、リアンダー）・駆逐艦10隻で、日本艦隊より優勢であった。
戦闘開始前、神通は探照灯を照射。照射をやめ魚雷発射後、神通は軽巡洋艦3隻からのレーダー射撃を受けた。艦橋への被弾で艦長佐藤寅治郎大佐や伊崎俊二少将などが戦死し第二水雷戦隊司令部は全滅。さらに、艦尾への命中弾で舵が破壊された。神通は二度目の魚雷発射後、缶室に多数の命中弾を受けて航行不能となった。その後、アメリカ駆逐艦の雷撃で二番煙突の右舷後方に魚雷が命中。さらにもう一本魚雷が命中し、神通は大爆発を起こして二番煙突後方で二つに折れて沈没した。軽巡洋艦3隻が発射した砲弾は合計で15cm砲弾が2630発、12.7cm高角砲弾が373発にのぼった。神通に砲撃が集中した間に駆逐艦は雷撃を行い、軽巡リアンダーを撃破している。さらに再装填後の雷撃により軽巡セントルイス、ホノルル、駆逐艦グウィンを撃破し、また海戦の間に輸送隊は揚陸をおこない輸送作戦は成功した。
戦闘後、輸送を終えた第二十二駆逐隊（皐月、水無月）は反転して神通の遭難現場に向かうが生存者を発見できず、7時35分に救助を打ち切って帰投した。基地航空隊も神通の生存者を捜索したが発見できず、また出撃した艦爆6・零戦32機も撤退する米艦隊を発見することが出来なかった。
神通の生存者は伊号第百八十潜水艦により21名が救助され、アメリカの高速輸送艦デントとウォーターにも2名が救助されている。
チェスター・ニミッツ（当時太平洋艦隊司令長官）は米艦隊（エインズワース少将）の問題として『レーダーに映ったもっとも大きな目標（クラ湾夜戦では新月、本海戦では神通）への攻撃に偏った』、『敵艦隊（二水戦）に近寄り過ぎた上に射撃開始の時機を逸し、ために雷撃のチャンスを敵に与えた』ことを指摘している。
同年9月10日、神通は川内型巡洋艦、帝国軍艦籍からそれぞれ除籍された。三水戦旗艦新月や水上機母艦日進も神通と同日附で除籍されている。

## 発見
ポール・アレン創業の調査チームが神通の船体をソロモン諸島西部州のクラ湾水深900mの地点で発見したと発表した。

## 歴代艦長
※『艦長たちの軍艦史』164-166頁、『日本海軍史』第9巻・第10巻の「将官履歴」及び『官報』に基づく。

### 艤装員長
1. 柘植道二 大佐：1923年11月10日[171] - 1925年2月2日[172]
2. 福島貫三 大佐：1925年2月2日 -

### 艦長
1. 福島貫三 大佐：1925年7月31日 - 1925年12月1日
2. 山内豊中 大佐：1925年12月1日 - 1926年11月1日
3. 水城圭次 大佐：1926年11月1日 - 1927年10月7日
4. （兼）三矢四郎 大佐：1927年10月7日 - 1927年11月15日
5. 秋山虎六 大佐：1927年11月15日 - 1928年12月10日
6. 町田進一郎 大佐：1928年12月10日 - 1929年11月30日
7. 遠山彦次 大佐：1929年11月30日 - 1930年12月1日
8. 井沢春馬 大佐：1930年12月1日 - 1931年12月1日
9. 岩下保太郎 大佐：1931年12月1日 - 1932年11月15日
10. 大熊政吉 大佐：1932年11月15日 - 1933年11月15日
11. 鈴木幸三 大佐：1933年11月15日 - 1934年11月15日
12. 原顕三郎 大佐：1934年11月15日 - 1935年11月15日
13. 阿部孝壮 大佐：1935年11月15日 - 1936年12月1日
14. 阿部弘毅 大佐：1936年12月1日 - 1937年12月1日
15. 田中頼三 大佐：1937年12月1日 - 1938年12月15日
16. 難波祐之 大佐：1938年12月15日 - 1939年11月15日[173]
17. （兼）伊崎俊二 大佐：1939年11月15日 - 1939年12月5日
18. 木村昌福 大佐：1939年12月5日 - 1940年10月15日
19. 河西虎三 大佐：1940年10月15日 -
20. 藤田俊造 大佐：1942年12月26日 -
21. 佐藤寅治郎 大佐：1943年2月12日 - 1943年7月12日戦死

## 同型艦
- 川内 - 那珂

## ギャラリー

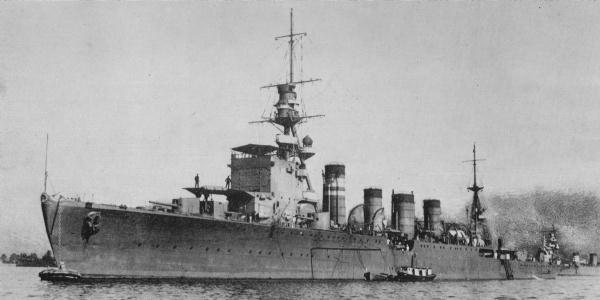
1925年（大正14年）の竣工直後、呉で撮影された神通。竣工時の艦首はスプーン型、艦橋上に固定天蓋はまだ無く、キャンバスが張られている。
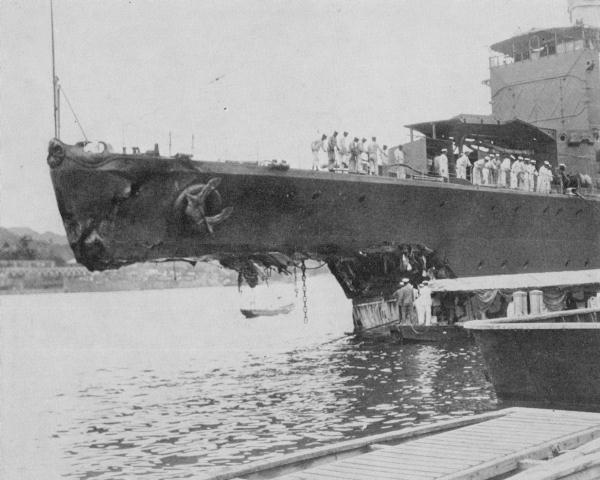
1927年（昭和2年）8月24日、神通は駆逐艦蕨と衝突し蕨は沈没、神通も艦首を損傷した。画像は翌々日（推定）修理のために立ち寄った。
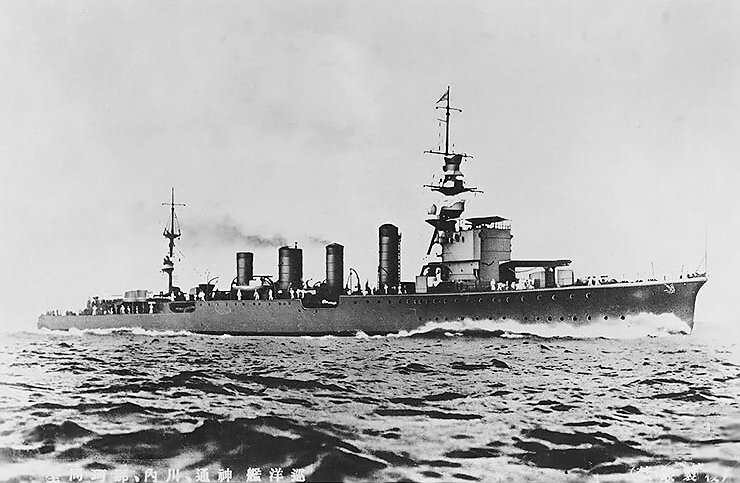
1928年（昭和3年）から1931年（昭和6年）の撮影と推定される神通。1927年の損傷修理の際、艦首形状はダブルカーブ型に改められた。
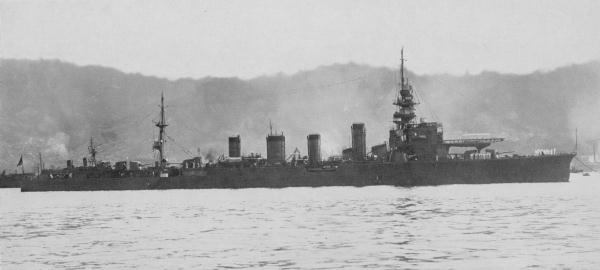
1932年（昭和7年）1月、呉軍港で撮影。撮影直前の工事（推定）で艦橋前にカタパルトが設置されている。ここにカタパルトを設置したのは川内型では神通のみ。
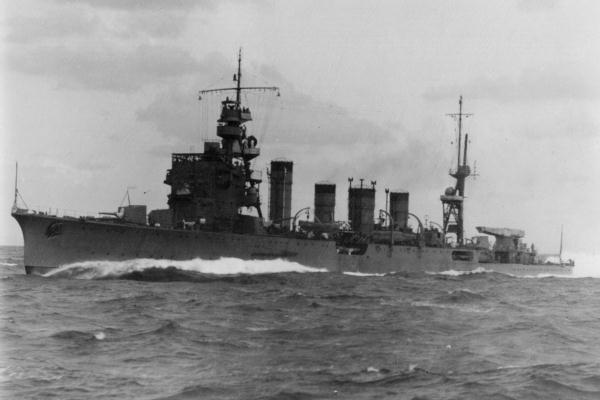
1939年（昭和14年）、特定修理後に公試を行う神通。この頃に前部マストが短縮され横桁が1本となり、後部マスト上の探照燈が90cm2基から110cm1基に交換された。それに先立つ1933年（昭和8年）から翌年の近代化改装で航空設備は後部へ移動、後部マストは一脚から三脚に変更しデリックを設置、また艦橋に固定天蓋が設けられていた。